# 성서 히브리어

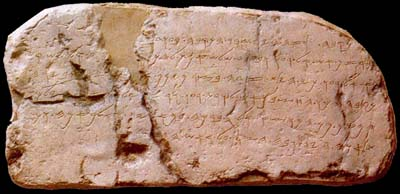

고대 히브리어 또는 성서 히브리어(히브리어: עִבְרִית מִקְרָאִית‎ ʿiḇrîṯ miqrāʾîṯ (Ivrit Miqra'it) (도움말·정보) 또는 히브리어: לְשׁוֹן הַמִּקְרָא‎ ləšôn ham-miqrāʾ (Leshon ha-Miqra) (도움말·정보). 영어: Biblical Hebrew) 또는 고전 히브리어(영어: Classical Hebrew)는 고대 이스라엘에서 사용되던 히브리어로, 사마리아어와 현대 히브리어의 조상격 언어이다.

## 같이 보기
- 히브리어
- 현대 히브리어
- 고대 히브리 문자
- 히브리어 성경
- 성서 아람어